# Benson & Hedges International Open
Het Benson & Hedges International Open was een internationale golfwedstrijd van 1971 - 2003. Het toernooi werd in Engeland gespeeld en maakte 31 jaar lang deel uit van de Europese PGA Tour.
Al in 1972 werd het toernooi onderdeel van de Europese Tour, die in dat jaar startte. Het toernooi werd gestopt omdat de Britse regering de tabaksindustrie verbood reclame te maken, ook als sponsor. Financieel wat het een middelgroot toernooi op de Tour, maar de topspelers kwamen er graag, hetgeen ook opvalt in de lijst van winnaars.

## Winnaars
| Jaar                               | Baan                             | Winnaar                          | Land                             |
| Benson & Hedges Festival of Golf   | Benson & Hedges Festival of Golf | Benson & Hedges Festival of Golf | Benson & Hedges Festival of Golf |
| ---------------------------------- | -------------------------------- | -------------------------------- | -------------------------------- |
| 1971                               | Fulford Golf Club                | Tony Jacklin                     | Engeland                         |
| 1972                               | Fulford Golf Club                | Jack Newton                      | Australië                        |
| 1973                               | Fulford Golf Club                | Vin Baker                        | Zuid-Afrika                      |
| 1974                               | Fulford Golf Club                | Philippe Toussaint               | België                           |
| 1975                               | Fulford Golf Club                | Vincente Fernandez               | Argentinië                       |
| Benson & Hedges International Open |                                  |                                  |                                  |
| 1976                               | Fulford Golf Club                | Graham Marsh                     | Australië                        |
| 1977                               | Fulford Golf Club                | Antonio Garrido                  | Argentinië                       |
| 1978                               | Fulford Golf Club                | Lee Trevino                      | Verenigde Staten                 |
| 1979                               | St Mellion G&CC                  | Maurice Bembridge                | Engeland                         |
| 1980                               | Fulford Golf Club                | Graham Marsh                     | Australië                        |
| 1981                               | Fulford Golf Club                | Tom Weiskopf                     | Verenigde Staten                 |
| 1982                               | Fulford Golf Club                | Greg Norman                      | Australië                        |
| 1983                               | Fulford Golf Club                | John Bland                       | Zuid-Afrika                      |
| 1984                               | Fulford Golf Club                | Sam Torrance                     | Schotland                        |
| 1985                               | Fulford Golf Club                | Sandy Lyle                       | Schotland                        |
| 1986                               | Fulford Golf Club                | Mark James                       | Engeland                         |
| 1987                               | Fulford Golf Club                | Noel Ratcliffe                   | Australië                        |
| 1988                               | Fulford Golf Club                | Peter Baker                      | Engeland                         |
| 1989                               | Fulford Golf Club                | Gordon Brand Jr.                 | Schotland                        |
| 1990                               | St Mellion G&CC                  | José María Olazabal              | Spanje                           |
| 1991                               | St Mellion G&CC                  | Bernhard Langer                  | Duitsland                        |
| 1992                               | St Mellion G&CC                  | Peter Senior                     | Australië                        |
| 1993                               | St Mellion G&CC                  | Paul Broadhurst                  | Engeland                         |
| 1994                               | St Mellion G&CC                  | Severiano Ballesteros            | Spanje                           |
| 1995                               | St Mellion G&CC                  | Peter O'Malley                   | Australië                        |
| 1996                               | The Oxfordshire Golf Club        | Stephen Ames                     | Canada                           |
| 1997                               | The Oxfordshire Golf Club        | Bernhard Langer                  | Duitsland                        |
| 1998                               | The Oxfordshire Golf Club        | Darren Clarke                    | Noord-Ierland                    |
| 1999                               | The Oxfordshire Golf Club        | Colin Montgomerie                | Schotland                        |
| 2000                               | The Belfry Golf Club             | José María Olazabal              | Spanje                           |
| 2001                               | The Belfry Golf Club             | Henrik Stenson                   | Zweden                           |
| 2002                               | The De Vere Belfry               | Ángel Cabrera                    | Argentinië                       |
| 2003                               | The De Vere Belfry               | Paul Casey                       | Engeland                         |

In mei 2003 werd het toernooi voor het laatst gespeeld. Hierbij werden alle voormalige winnaars uitgenodigd. Aanwezig waren Peter Baker, Severiano Ballesteros, Maurice Bembridge, Paul Broadhurst, Angel Cabrera,  Darren Clarke, Tony Jacklin, Bernhard Langer, Sandy Lyle, Colin Montgomerie, Jack Newton, Peter O'Malley, Jose Maria Olazabal, Noel Ratcliffe, Peter Senior,  Henrik Stenson, Sam Torrance en Philippe Toussaint.

## Toernooirecord
Vincente Fernandez won in 1975 met een score van -18. Dit werd in 1984 geëvenaard door Sam Torrance.
Abama Open de Canarias ·
AGF Open ·
Allianz Open de Lyon ·
Andalucia Masters ·
ANZ Kampioenschap ·
Argentijns Open ·
Atlantic Open ·
Australian Masters ·
Ballantine's Kampioenschap ·
Barcelona Open ·
Belgisch Open ·
Benson & Hedges International Open ·
BMW Asian Open ·
Brazil Rio de Janeiro 500 Years Open ·
Brazil São Paulo 500 Years Open ·
British Masters ·
Callers of Newcastle ·
Cannes Open ·
Car Care Plan International ·
Castelló Masters ·
Celtic International ·
Dimension Data Pro-Am ·
Double Diamond International ·
Duits Open ·
El Bosque Open ·
El Paraiso Open ·
Engels Open ·
Epson Grand Prix of Europe ·
Estoril Open ·
Extremadura Open ·
German Masters ·
Girona Open ·
Glasgow Open ·
Great North Open ·
Greater Manchester Open ·
Greg Norman Holden International ·
GSI L'Equipe Open ·
Heineken Classic ·
Honda Open ·
Indian Masters ·
Indonesian Open ·
Iskandar Johor Open ·
Jersey Open ·
John Player Classic ·
John Player Trophy ·
Johnnie Walker Classic ·
Kerrygold International Classic ·
Kronenbourg Open ·
Lawrence Batley International ·
Madrid Masters ·
Madrid Open ·
Mallorca Open ·
Marokkaans Open ·
Martini International ·
Match Play Championship ·
Merseyside International Open ·
Monte Carlo Open ·
Murphy's Cup ·
Nelson Mandela Championship ·
New Zealand Open ·
Newcastle Brown "900" Open ·
NH Collection Open ·
Nordic Open ·
North West of Ireland Open ·
Oki Pro-Am ·
Open Catalonia ·
Open de Andalucía ·
Open de Baleares ·
Open de Sevilla ·
Open Mediterrania ·
Open Novotel Perrier ·
Penfold Tournament ·
Perth International Golf Championship ·
Piccadilly Medal ·
PLM Open ·
Portugees Open ·
Roma Masters ·
Saint-Omer Open ·
Sanyo Open ·
Sarazen World Open ·
Scandinavian Enterprise Open ·
Schots PGA Kampioenschap ·
Siciliaans Open ·
Singapore Masters ·
Skol Lager Individual ·
TCL Classic ·
Tenerife Open ·
The Championship at Laguna National ·
The Heritage ·
Timex Open ·
TPC of Europe ·
Trophée Lancôme ·
Tunesisch Open ·
Turespaña Masters ·
Uniroyal International Championship ·
Vodacom Players Championship ·
Volvo Golf Champions ·
Volvo Open ·
W.D. & H.O. Wills Tournament ·
Wang Four Stars ·
Welsh Golf Classic